# Pinalitus cervinus
Pinalitus cervinus is een wants uit de familie van de blindwantsen (Miridae). De soort werd het eerst wetenschappelijk beschreven door Gottlieb August Wilhelm Herrich-Schäffer in 1841.

## Uiterlijk
De licht behaarde wants is langwerpig ovaal gevormd, kan 4 tot 4,5 mm lang worden en heeft altijd volledige vleugels (macropteer). De kleur is variabel, normaliter is de wants goudbruin maar kan ook groengeel of roodbruin van kleur zijn. De pootjes zijn geelgroen gekleurd met op de achterdijen twee donkere ringen. Het doorzichtige deel van de vleugels is grijzig, de rest van de vleugels is ook enigszins doorzichtig, variabel getekend en licht behaard met aan de achterkant van de voorvleugels (cuneus) een rode of zwarte punt. De eerste twee antennesegmenten zijn donkergeel, de top van het tweede segment en de rest van de antennes zijn donkerder van kleur.

## Leefwijze
De volwassen wantsen overwinteren en kunnen dus het hele jaar worden gezien op loofbomen in bossen en tuinen. Het meest actief zijn de wantsen in mei, juli en augustus en waarschijnlijk gaat het dan om twee overlappende generaties. Ze eten van onrijpe zaden en knoppen van vooral lindebomen maar ook buxus, klimop, hazelaar en essen.

## Leefgebied
De soort komt voor in palearctisch Europa, Noord-Afrika, en het Midden-Oosten. In Nederland komt de wants algemeen voor in parken, tuinen en langs bosranden met loofbomen.  